# Microcycas
Microcycas é um género de cicas da família Zamiaceae que contém uma única espécie, Microcycas calocoma, um endemismo numa pequena área da Província de Pinar del Río, Cuba.

## Descrição
A planta cresce até 10 m de altura com um tronco vertical, às vezes ramificado, com 30 a 60 cm de diâmetro. As folhas são de coloração verde-escura e medem de 0,6 a 1,2 m de comprimento. Uma característica única é que as folhas parecem ser truncadas perto do ápice porque os folíolos médios e distais têm comprimentos semelhantes. 
Os pecíolos têm 8–10 cm de comprimento e não têm espinhos; os ráquis também carecem de espinhos. Os folíolos são verde claro a escuro, lanceolados, articulados na base e coriáceos com uma margem inteira. Os folíolos do meio têm 15–25 cm de comprimento por 0,8–1 cm de largura. 
Os cones masculinos são cilíndricos, com 25–30 cm de comprimento e 5–8 cm de diâmetro, castanho-amarelados e pilosos. Os cones  femininis são amplamente cilíndricos, com 50–90 cm de comprimento e 13–16 cm de diâmetro, castanho-amarelados e piloos. Os esporófilos têm duas projeções apicais arredondadas. As sementes são elíptica, de cor rosa ou vermelha, com 3,5–4 cm de comprimento e 2–2,5 cm de diâmetro.

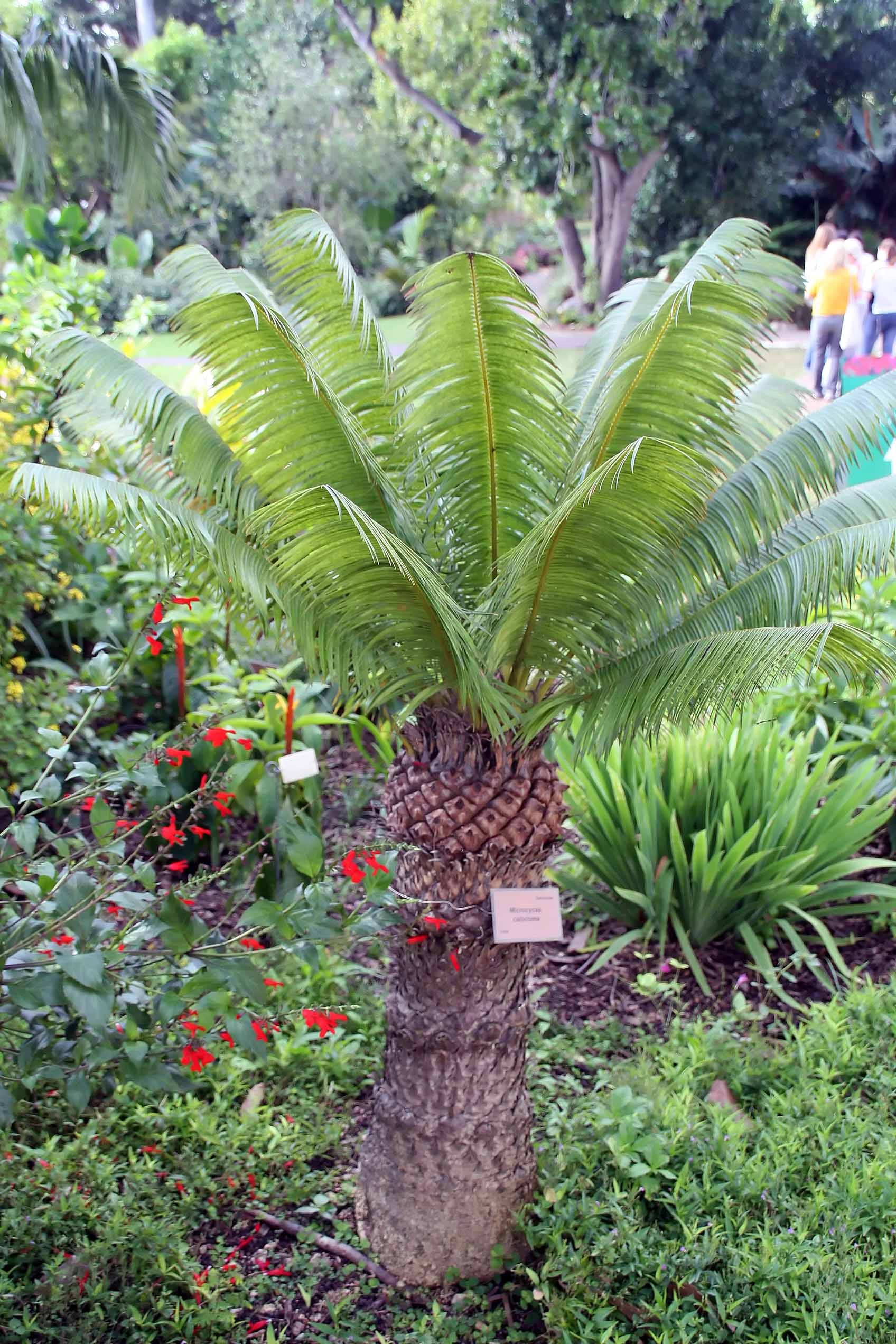
Hábito
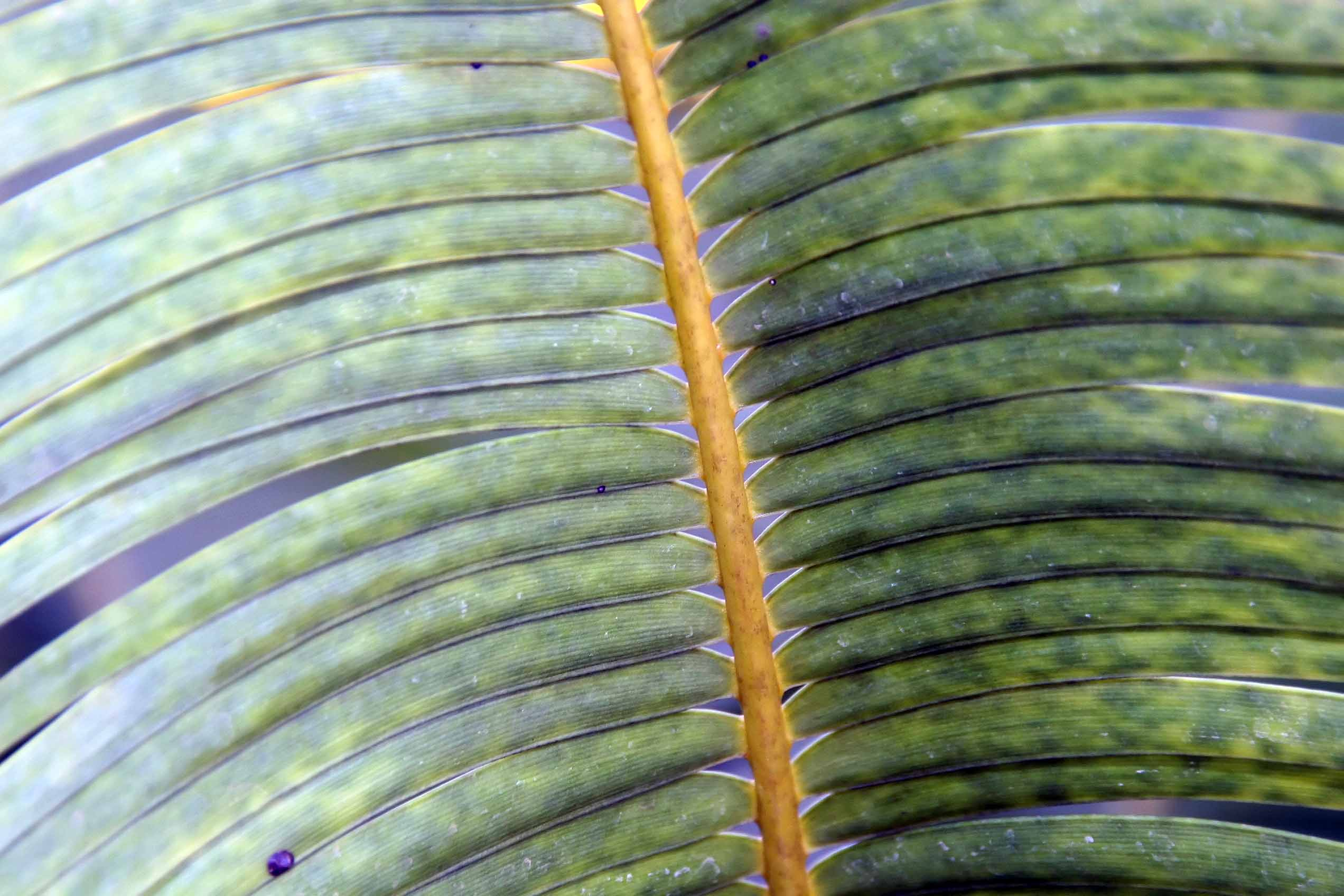
Folhas
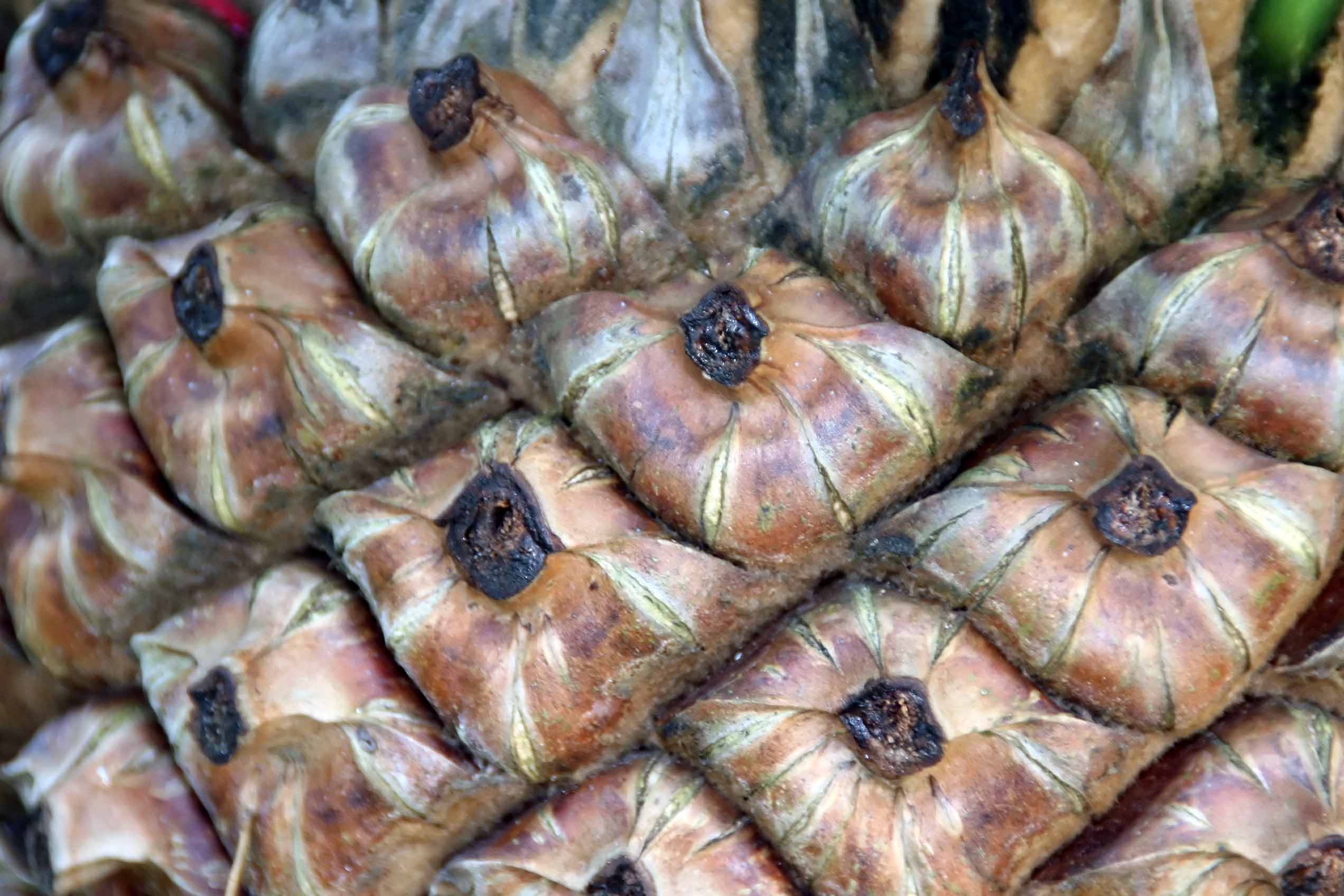
Tronco
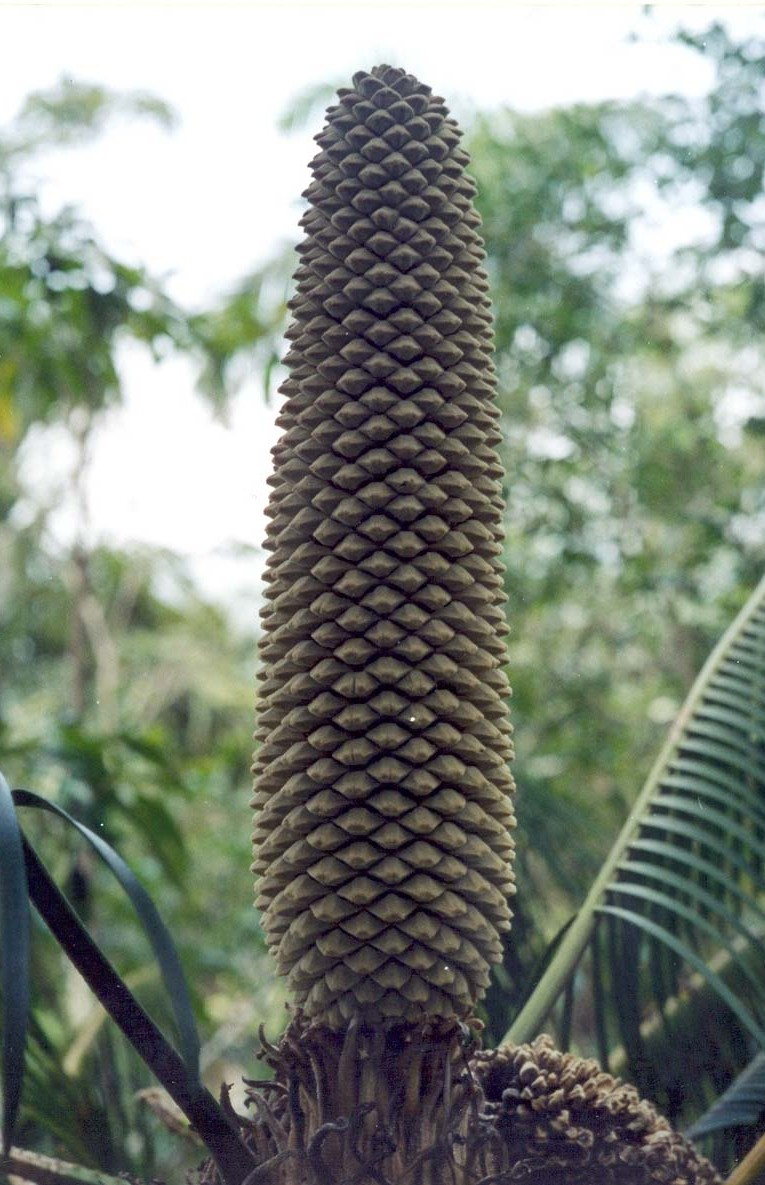
Cone
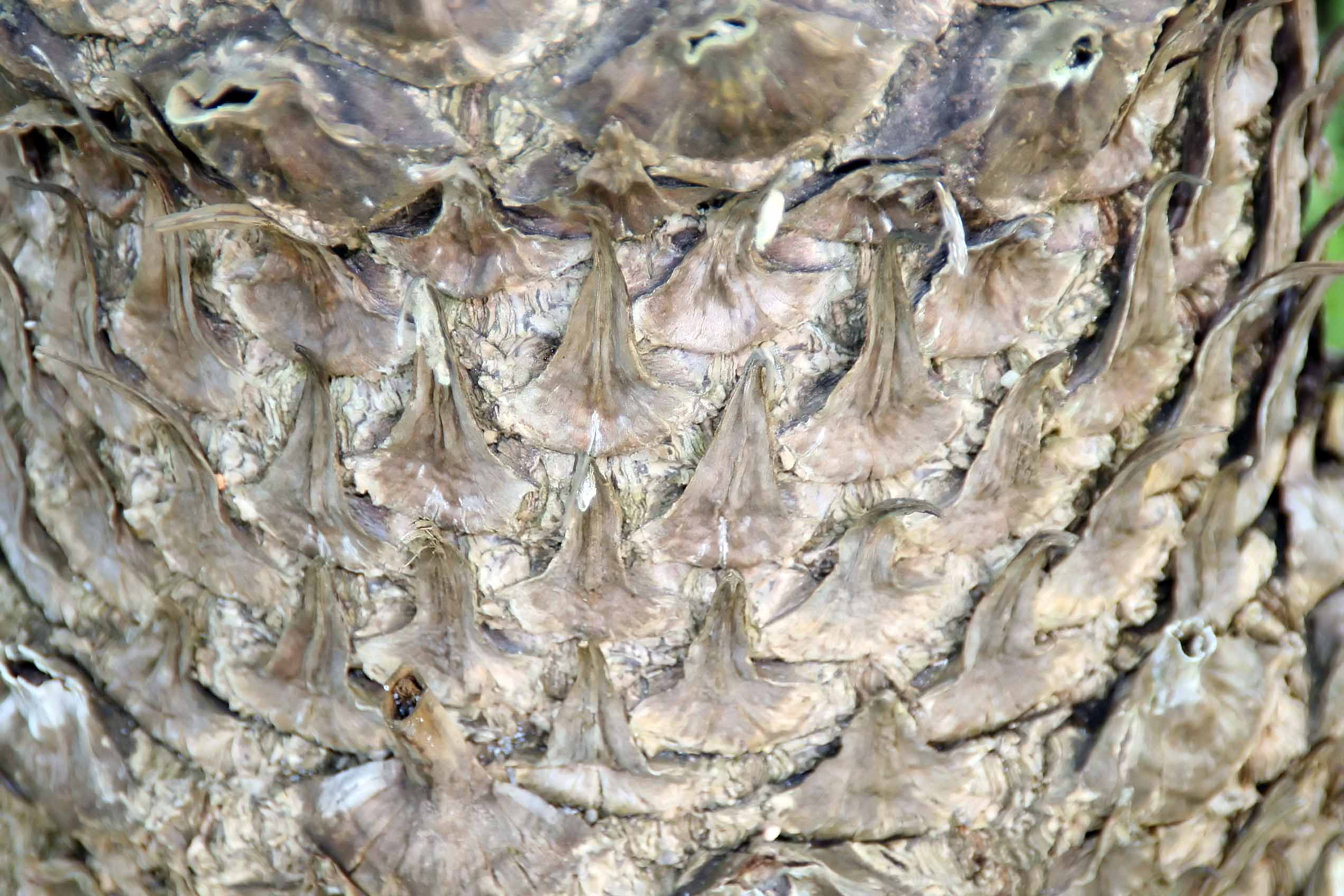
Tronco

## Distribuição
Em sua área nativa, Microcycas calocoma cresce em pequenos grupos de 10 a 50 plantas em florestas montanas a 85 a 250 m de altitude. Também cresce nas encostas de ravinas e barrancos e em campos abertos e matagais até 50 m de altitude. Os tipos de solo variam de franco alcalino desenvolvido em calcário a argilas ácidas contendo sílica. Em muitos desses grupos de plantas, no entanto, a razão sexual é muito desequilibrada, resultando em baixa produção de sementes.
A ação humana impactou negativamente a espécie por meio de operações florestais, desmatamento e uso de pesticidas. Por causa da aparência graciosa e ornamental da planta, a colheita de plantas e sementes pelos produtores também afetou seriamente M. calocoma. Muitas populações estão agora protegidas em reservas.

## Conservação
A espécie está criticamente ameaçada de extinção, com uma população mundial de apenas cerca de 600 plantas. Está listado no Apêndice I da CITES que proíbe o comércio internacional de espécimes desta espécie, exceto quando o objetivo da importação não é comercial, por exemplo, para pesquisa científica.
Embora coroa redonda e as folhas caídas e brilhantes de Microcycas calocoma a tornem uma planta muito ornamental, o cultivo é limitado devido à falta de material de cultivo. Os moradores usaram as raízes tóxicas da planta como veneno para ratos.